# امیرهوشنگ کشاورز صدر
امیرهوشنگ کشاورز صدر (۱۳۱۱–۲۶ بهمن ۱۳۹۱) فعال جبهه ملی ایران و کارشناس مسائل کشاورزی و اقتصاد روستایی بود. او فرزند سید محمدعلی کشاورز صدر،  حقوقدان و وکیل مجلس شورای ملی، از پایه‌گذاران "جبهه ملی ایران" و از یاران محمد مصدق بود. 

## زندگی
صدر، فعالیت سیاسی را با حزب توده ایران شروع کرد، اما بعد از کودتای ۱۳۳۲، همراه با بیژن جزنی و برخی به جنبش ملی پیوست. در همین زمان با ابوالحسن بنی‌صدر، آشنا شد و تا پایان عمر از دوستان نزدیک او باقی ماند.
وی در سال ۲۰۰۷ در خارج از کشور به همراه عبدالکریم انواری، حمید ذوالنور، علی راسخ افشار، علی شاکری (زند)، احمد طهماسبی، محسن قائم مقام، مهندس بهمن مبشری، به‌عنوان اعضای شورای شورای مشورتی سازمان‌های جبهه ملی ایران در خارج از کشور انتخاب شد و در ایجاد این سازمان فعالیت کرده و تا پایان عمر عضو این سازمان بود.